# منتجات بريتني سبيرز
أصدرت الفنانة الأمريكية بريتني سبيرز عدداً من المنتجات، منها كتب، إصدارات فيديو، ألعاب فيديو، دمى، ملابس، عطور وغيرها من المنتجات.

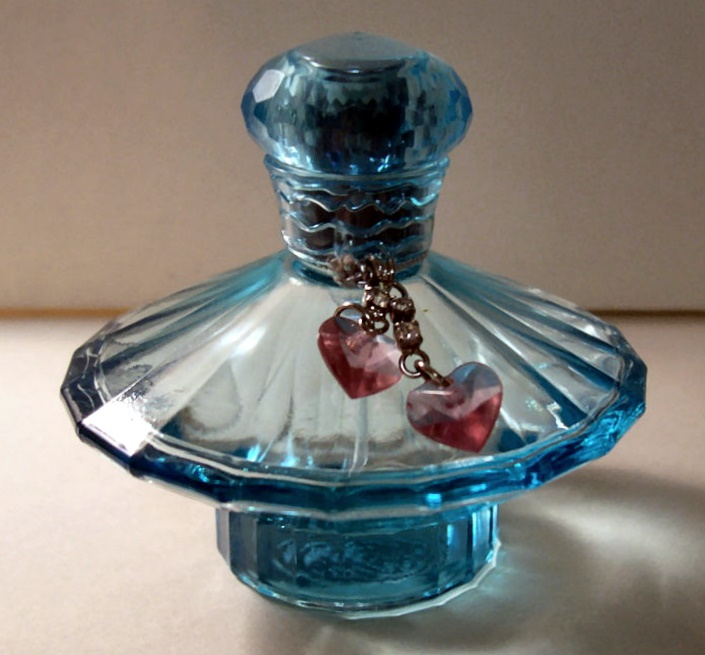
عطر بريتني سبيرز "Curious"

## إصدارات الفيديو
| السنة | معلومات الدي في دي | محتويات الدي في دي |
| ----- | --- | --- |
| 1999  | وقت مستقطع مع بريتني سبيرز · Time Out with Britney Spears - تاريخ الإصدار: 29 نوفمبر، 1999 - الدي في دي الأول الشهادات: - : 3x أسطوانة بلاتينية - : أسطوانة ذهبية                                    | - فيديوات موسيقية - لعبة ترايفيا - صور - مشاهد من خلف الكواليس - البيوغرافيا                                                                        |
| 2000  | مباشر وأكثر! · Live and More! - تاريخ الإصدار: 21 نوفمبر، 2000 - أول دي في دي حي الشهادات: - : 3x أسطوانة بلاتينية                                                                                   | - فيديوات موسيقية - مباشر من شاطئ وائيكيكي - جوكبوكس للفيديو - معرض صور                                                                             |
| 2001  | بريتني: الفيديوات · Britney: The Videos - تاريخ الإصدار: 20 نوفمبر، 2001 - ثاني دي في دي مباشر الشهادات: - : 2x أسطوانة بلاتينية                                                                     | - فيديوات موسيقية - أداءات حية - خلف الكواليس - إعلانات                                                                                             |
| 2002  | مباشر من لاس فيغاس · Live from Las Vegas - تاريخ الإصدار: 22 يناير، 2002 - ثالث دي في دي حي الشهادات: - : 2x أسطوانة بلاتينية - : أسطوانة بلاتينية - : أسطوانة بلاتينية - : أسطوانة بلاتينية         | - حفلة HBO الخاصة |
| 2004  | في المنطقة · In the Zone - تاريخ الإصدار: 6 أبريل، 2004 - رابع دي في دي مباشر الشهادات: - : أسطوانة بلاتينية - : أسطوانة بلاتينية - : أسطوانة ذهبية                                                  | - "في المنطقة" حفلة ABC الخاصة - فيديوين موسيقيين - أداءين حيين - مقابلة - أسطوانة إضافية - معرض صور                                                |
| 2004  | أفضل الأعمال: امتيازي · Greatest Hits: My Prerogative - تاريخ الإصدار: 9 نوفمبر، 2004 - أول دي في دي لأفضل الأعمال الشهادات: - : 2x أسطوانة بلاتينية - : 2x أسطوانة بلاتينية - : 2x أسطوانة بلاتينية | - 20 فيديو كليب - Bloopers - لقطات بديلة لبعض الفيديوات - إضافيات: - خلف كواليس بريتني. - سام [نسخة كاريوكي] - أنا عبدة لك [فيديو خالي من الموسيقى] |
| 2005  | بريتني وكيفين: مشوش Britney & Kevin: Chaotic - تاريخ الإصدار: 27 سبتمبر، 2005 - أول دي في دي عن الحياة الواقعية التصنيف للأعمار: - : PG - : M - : 15                                                 | - 5 حلقات - فيديوان موسيقيان - صنع فيديو في يوم من الأيام (سأفهم) - أغنية مطولة إضافية - معرض صور                                                   |
| 2009  | بريتني: للأسطوانة Britney: For the Record - تاريخ الإصدار: 7 أبريل، 2009 - أول فيلم وثائقي صدر على دي في دي                                                                                          | - وثائقي - 6 ريميكسات - مادة إضافية |

## العطور
أنتجت سبيرز أول عطر لها «فضولي» (بالإنجليزية: "Curious") في 2004، وجاء العطر بأرباح قدرها 100$ مليون في أول خمسة أسابيع بعد إصداره. في سبتمبر 2005، أصدرت سبيرز عطرها الثاني «خيال» (بالإنجليزية: "Fantasy") الذي حقق أيضاً نجاحاً كبيراً. سمي فضولي كأفضل مبيعات لعطر في 2004، وواحد من أنجح العطورات على الإطلاق. حتى أكتوبر 2008، بيعت أكثر من 650 مليون زجاجة من فضولي، لتجني سبيرز منه أكثر من 610 مليون دولار. بعد «فضولي»، أطلقت سبيرز عطرها الثاني «خيال»، في سبتمبر 2005. في أبريل 2006، أطلقت سبيرز «فضولي في التحكم» كنسخة محدودة من عطر. كما أصدرت «خيال منتصف الليل» في ذاك العام. في 24 سبتمبر 2007، أصدرت «تصديق» كخامس عطر لها في ثلاث سنوات. ثم أصدرت السادس، «قلب فضولي»، في يناير 2008. جنت سبيرز أكثر من مليار ونصف الدولار من العطورات، وباعت أكثر من مليار عبوة عطر.
| السنة | العطر                              | معلومات | الأسطوانة الإضافية                                                                                            |
| ----- | ---------------------------------- | --- | --- |
| 2004  | فضولي Curious                      | تاريخ الإصدار: سبتمبر 2004 - العطر الأول لعام 2004 - حصل على جائزة لكونه أفضل عطر أنثوي في 2005 الجملة الدعائية: "هل تجرؤ؟ ?Do you dare" | الأسطوانة الإضافية تضم: 1. في يوم من الأيام (سأفهم) 2. في يوم من الأيام (سأفهم) (ريميكس Hi-Bias) 3. مونا ليزا |
| 2005  | خيال Fantasy                       | تاريخ الإصدار: 15 سبتمبر، 2005 الجملة الدعائية: "الكل عنده واحد Everybody has one"                                                       | الأسطوانة الإضافية تضم: 1. ثم نتبادل القبل (ريميكس Junkie XL) 2. تنفس علي                                     |
| 2006  | فضولي في التحكم Curious In Control | تاريخ الإصدار:: 16 أبريل، 2006 الجملة الدعائية: "هل أنت؟ ?Are you"                                                                       | |
| 2006  | خيال منصف الليل Midnight Fantasy   | تاريخ الإصدار: ديسمبر 2006 الجملة الدعائية: "السحر يبدأ في منتصف الليل Magic Begins at Midnight"                                         | |
| 2007  | تصديق Believe                      | تاريخ الإصدار: 24 سبتمبر، 2007 الجملة الدعائية: "أكبر حرية هي أن تصدق في نفسك The greatest freedom is to believe in yourself"            | ألبومها الخامس تعتيم (فقط عندما يكون سعر العطر فوق 50$)                                                       |
| 2008  | قلب فضولي Curious Heart            | تاريخ الإصدار: يناير 2008 الجملة الدعائية: "عش حياتك إلى أقصاها Live yours to the fullest"                                               | |
| 2009  | خيال مخفي Hidden Fantasy           | تاريخ الإصدار: يناير 2009 الجملة الدعائية: "ما الذي لديك لتخفيه؟ ?What do you have to hide"                                              | |
| 2009  | خيال السيرك Circus Fantasy         | تاريخ الإصدار: سبتمبر 2009 الجملة الدعائية: "هل تجعله ساخناً؟ ?Do you make it hot"                                                        | الأسطوانة الإضافية تضم: 1. سيرك (ريميكس جونيور فاركيز الإلكتروني) 2. اقتل الأضواء                             |
| 2010  | إشعاع Radiance                     | تاريخ الإصدار: September 2010 الجملة الدعائية: "اختر قدرك Choose your own destiny"                                                       | |

## ألعاب

### دمية
في 1999، أصدرت شركة بلاي ألونغ تويز دمية على هيئة بريتني سبيرز.

### لعبة فيديو
إيقاع رقص بريتني (بالإنجليزية: Britney's Dance Beat) هي لعبة إيقاعية للاعب أو اثنين مع أغاني وفيديوات لبريتني سبيرز. هدف اللعبة هو اجتياز تجارب الأداء لذهاب في إحدى جولات سبيرز كأحد راقصيها.
تحوي اللعبة خمسة أغاني: «...حبيبي مرة أخرى»، «أوبس!... فعلتها مرة ثانية»، «أقوى»، «محمية زيادة عن اللزوم» و«أنا عبدة لك». وصدرت اللعبة للحواسيب الشخصية، جيم بوي أدفانس وبلاي ستيشن 2.